# Chiesa di San Serafino (Ghilarza)
La chiesa di San Serafino è una chiesa campestre ubicata in territorio di Ghilarza - centro abitato della Sardegna centrale - da cui dista circa sette chilometri. Consacrata al culto cattolico, fa parte della arcidiocesi di Oristano.

La chiesa, circondata da numerose casupole chiamate muristenes o cumbessias, è sede di preghiera e vita comunitaria durante l'omonima novena che si svolge tutti gli anni alla fine del mese di ottobre.

## Galleria d'immagini

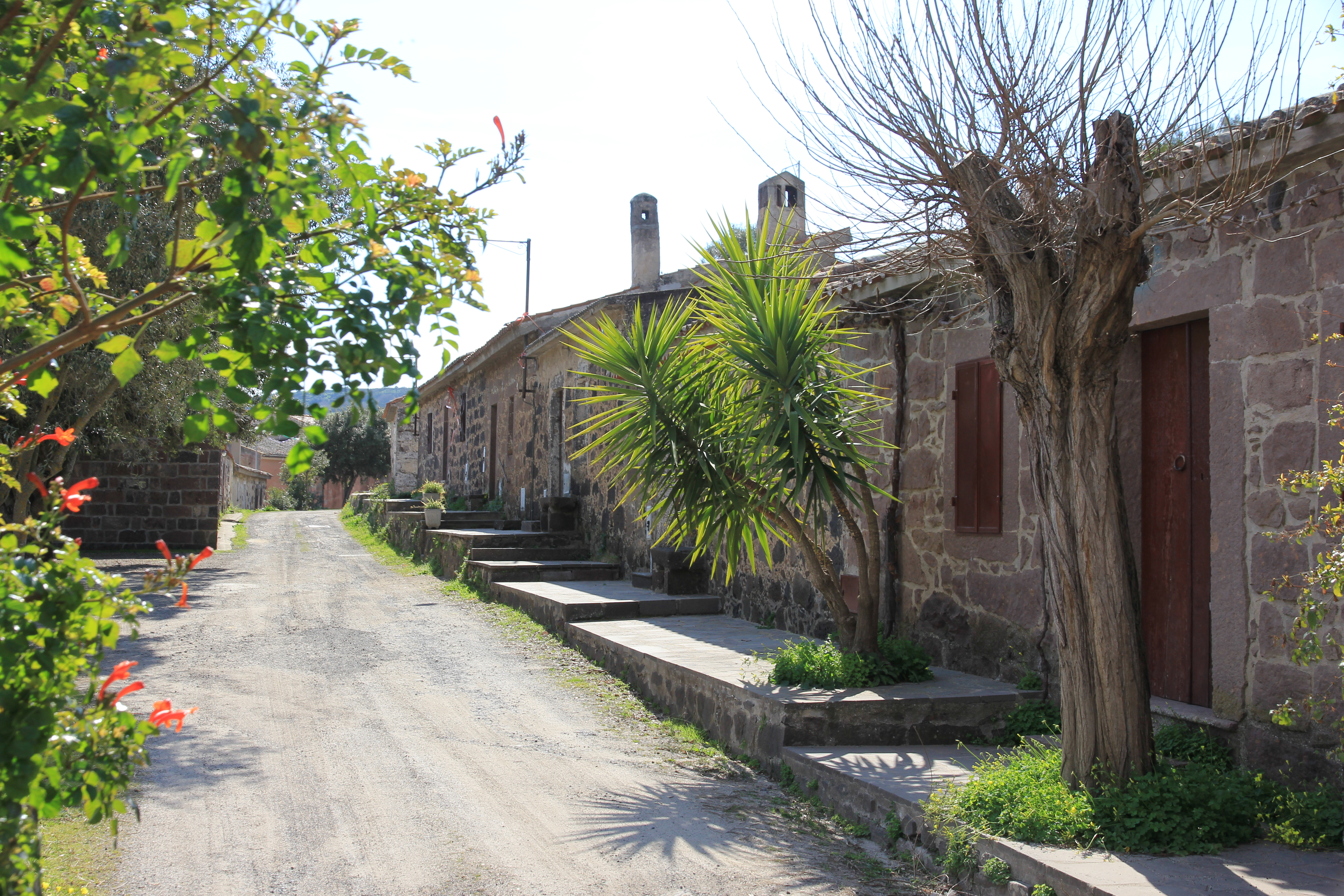
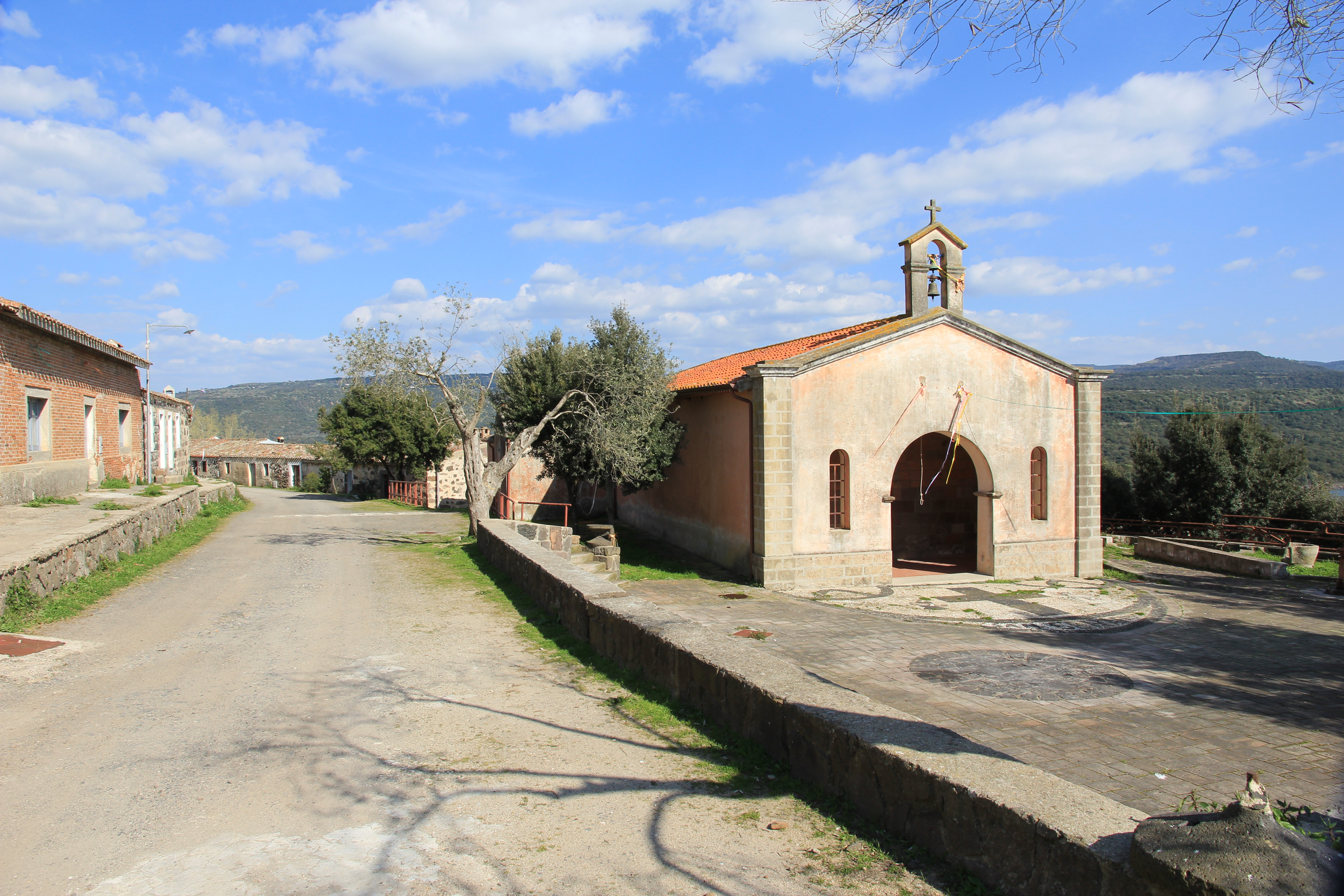
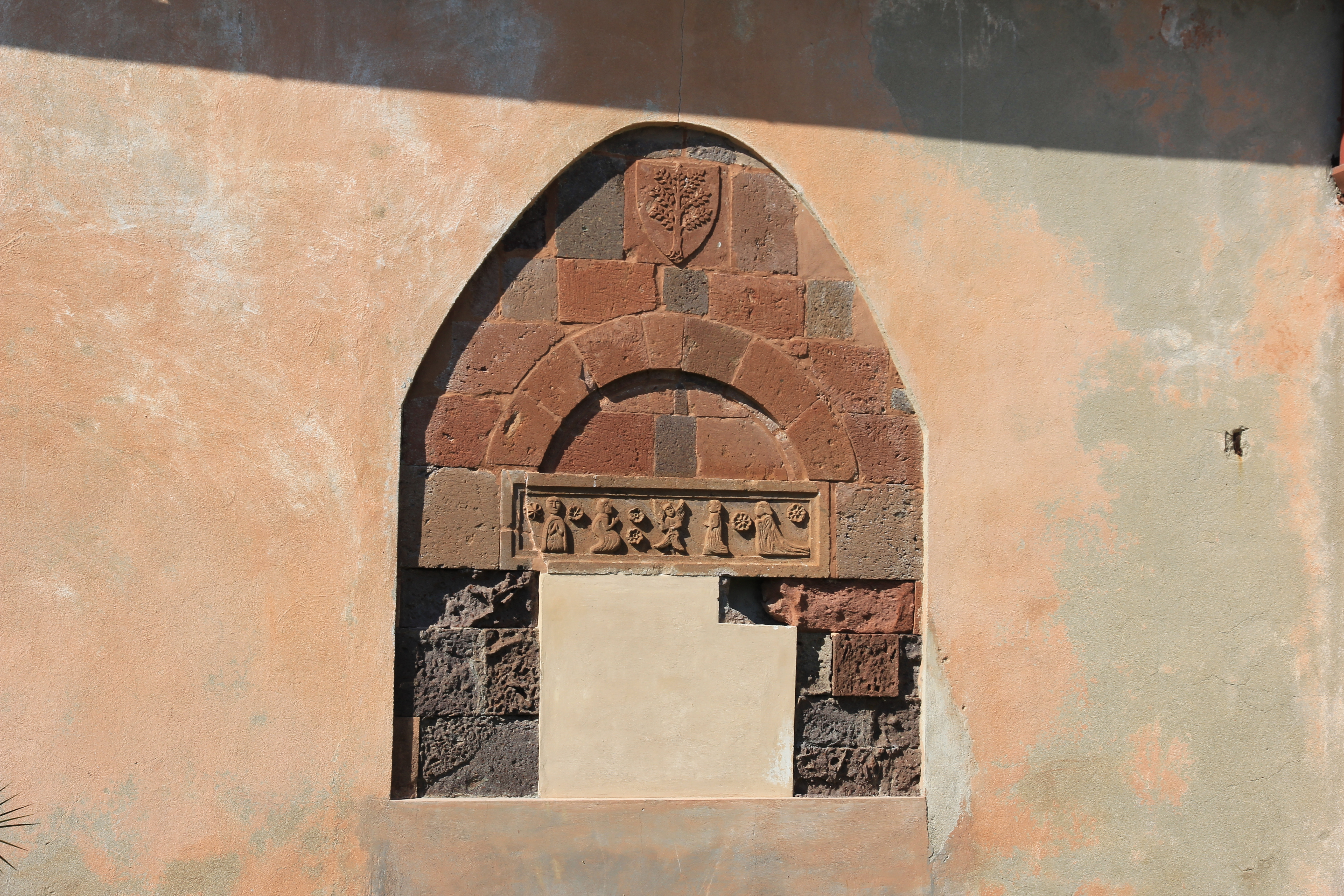